# شاتو دو مون‌پوپون

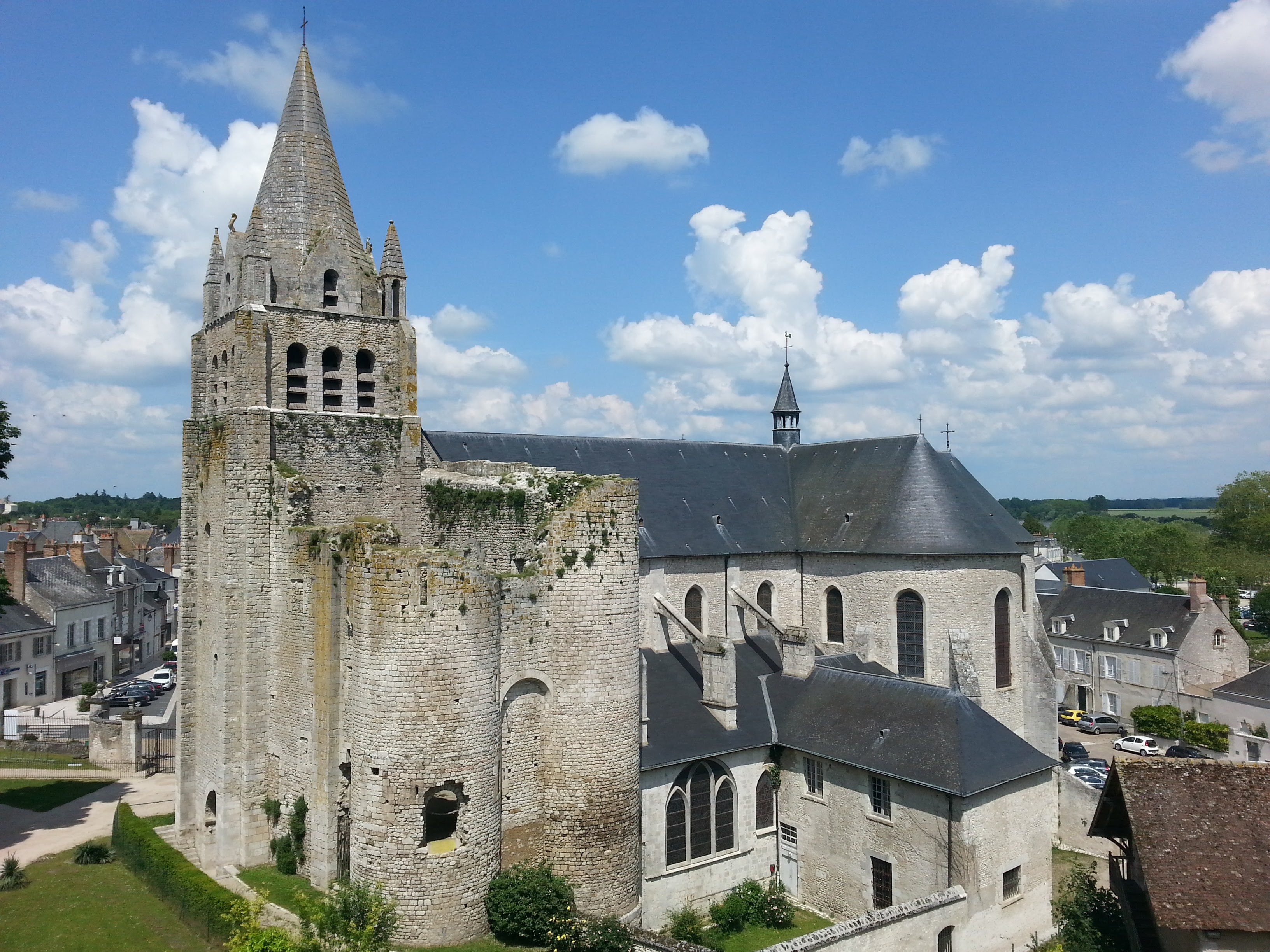

شاتو دو مونپوپون (انگلیسی: Château de Montpoupon)یک قلعه در کامین اندر-ا-لوآر در فرانسه می باشد. این دژ در قرن دوازدهم میلادی ساخته شد.